# زلابية

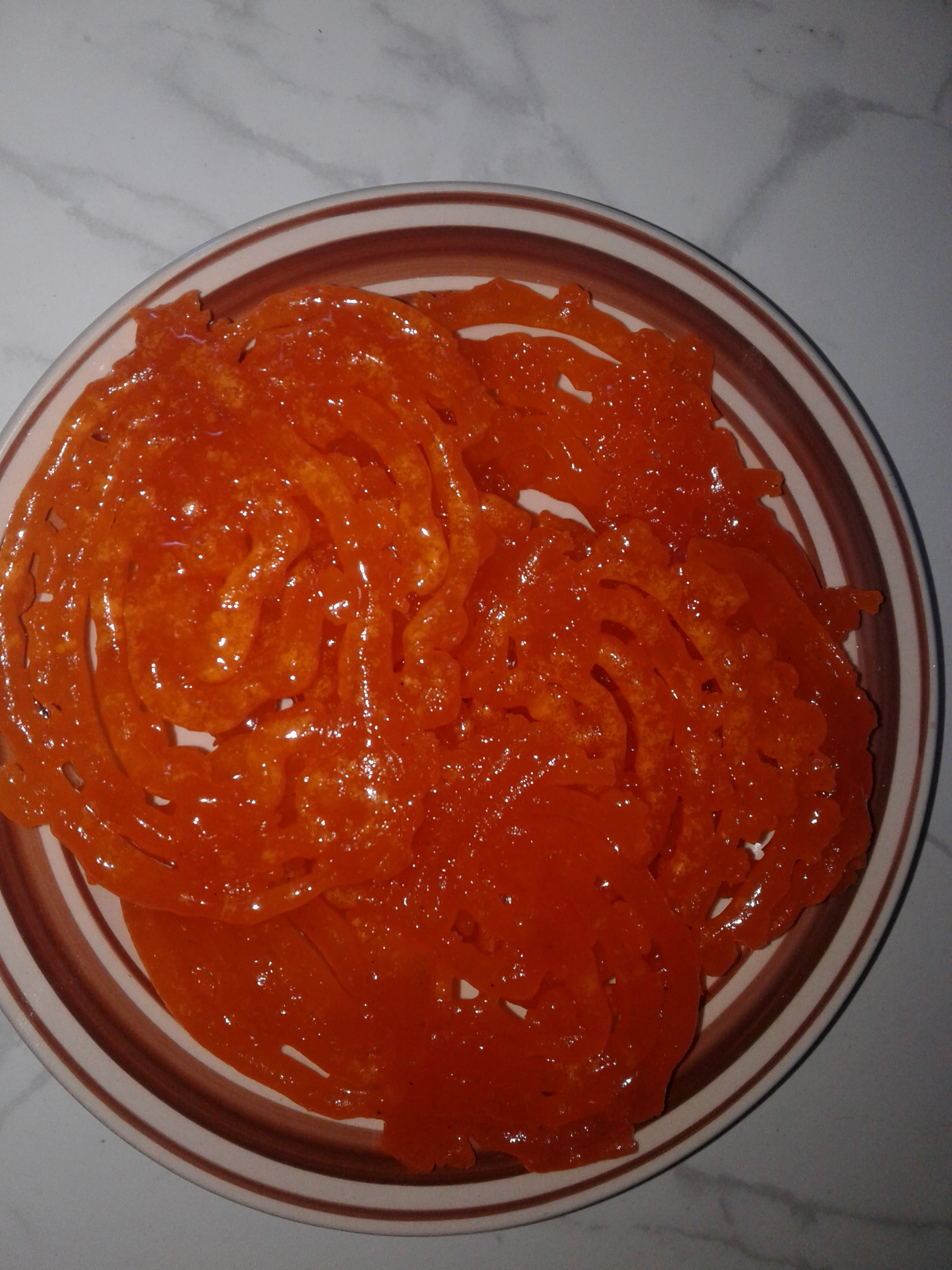
زلابية وهرانية

الزَلَابِيَةُ أَو الزلابيا أو المشبك هي نوع من أنواع الحلويات الشعبية مشهورة في عدد من البلدان العربية خاصة في مصر والشام والمغرب العربي والعراق. يكثر الإقبال عليها في شهر رمضان، توزع كصدقات وكثيراً ما تشاهد صواني الزلابيا في الجوامع والمساجد لتوزع كنذر أو صدقة.

## أصل تسمية الزلابيا
تختلف الروايات حسب أصل تسمية الزلابية فمنهم من يقول أنها من تسمية زرياب الذي ابتكرها عندما سافر إلى الأندلس ومنهم من يقول أن أحد التجار أمر طباخه بطهي الحلوى فلم يكن في المطبخ إلا الزيت والسكر والدقيق فوضعها في المقلاة وعندما رأى الزلابية غريبة الشكل قال زلة بيَ! أي أخطأت في إعدادها طالباً عفو سيده. وتبقى هذه هي الروايات الأكثر شيوعاً.

## المقادير
1. كوب ونصف طحين.
2. كوب نشا.
3. ملعقة شاي بيكنج باودر.
4. ملعقة أكل خميرة.
5. ماء لجعل العجينة لينة.
6. شيرة.

## المعلومات الغذائية
تحتوي حصّة الزلابية (200غ تقريباً)، بحسب موقع شهية، على المعلومات الغذائية التالية:
- السعرات الحرارية: 800
- الدهون: 14
- الدهون المشبعة: 1
- الكوليسترول: 0
- الكاربوهيدرات: 161
- البروتينات: 8

مع العلم أنه تم احتساب القطر دون الزيت
الزلابيا تطهى خلال شهر رمضان ومعها المخارق وهو نوع من الحلويات الرمضانية وتشتهر به مدينة باجة في تونس ومعروف في شمال أفريقيا بمخارق باجة مثل المقروض القيرواني كلها حلويات تعرض خلال شهر الصيام من كل عام.

## مناطق اشتهار الزلابية
تسمى الزلابية في الشام ومصر (دمياط): المشبك وأيضاً تشتهر في الساحل الشرقي لشبه الجزيرة العربي حيث تعتبر من الحلويات المحببة في الكويت والبحرين والاحساء والقطيف وجازان.

## معرض صور

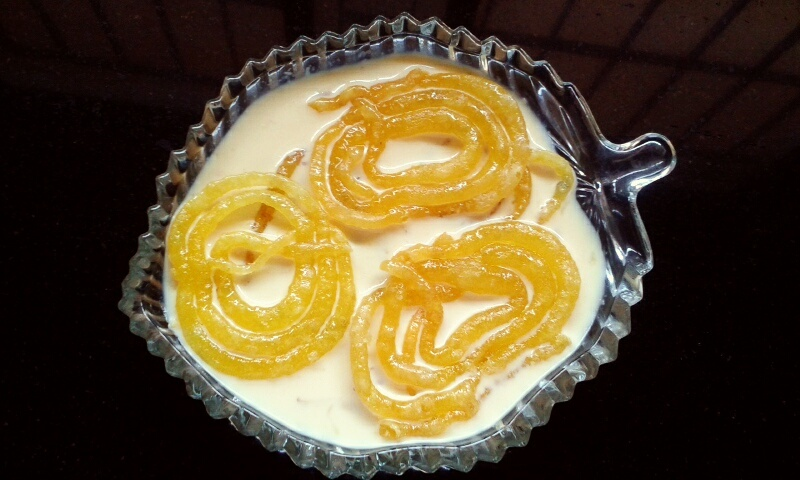
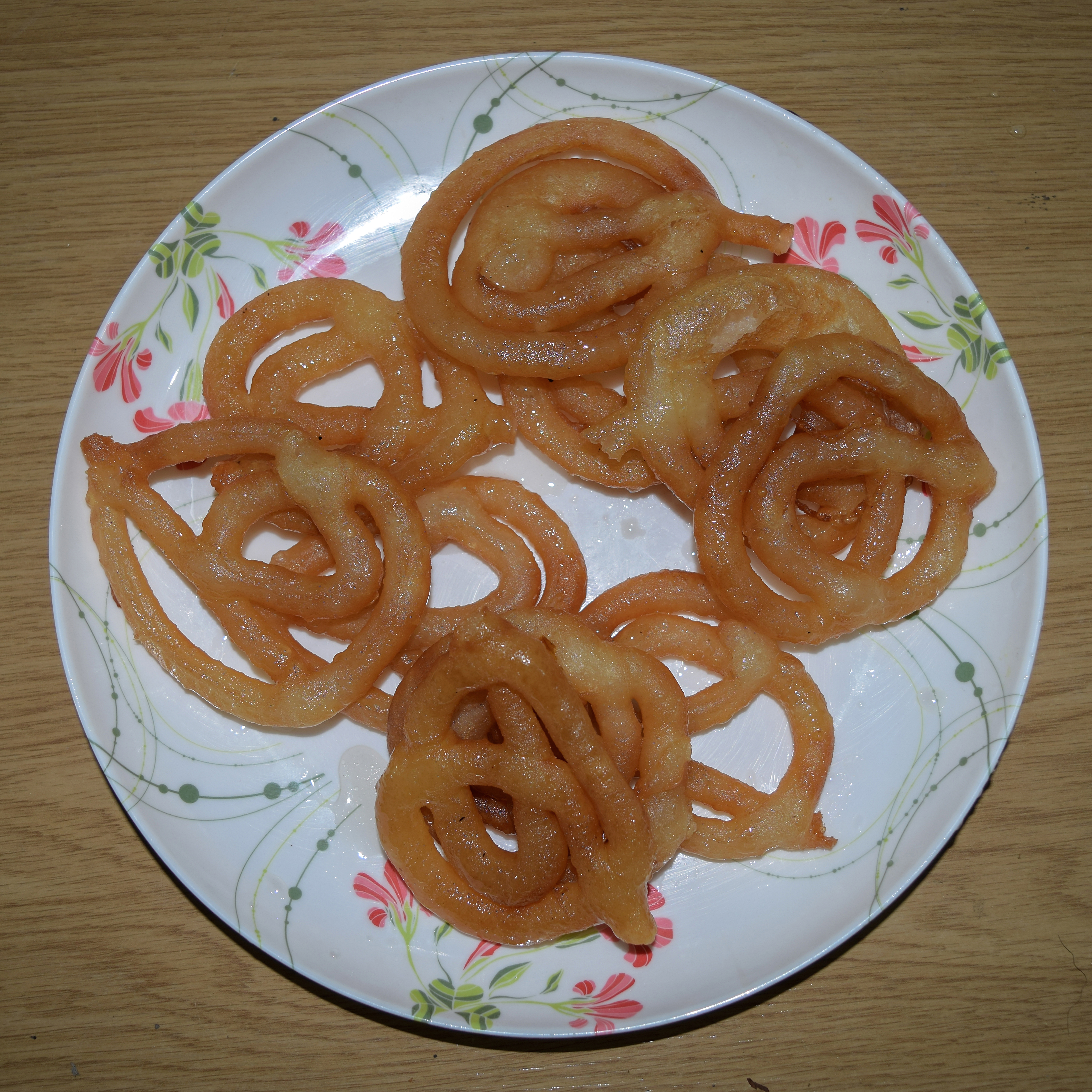
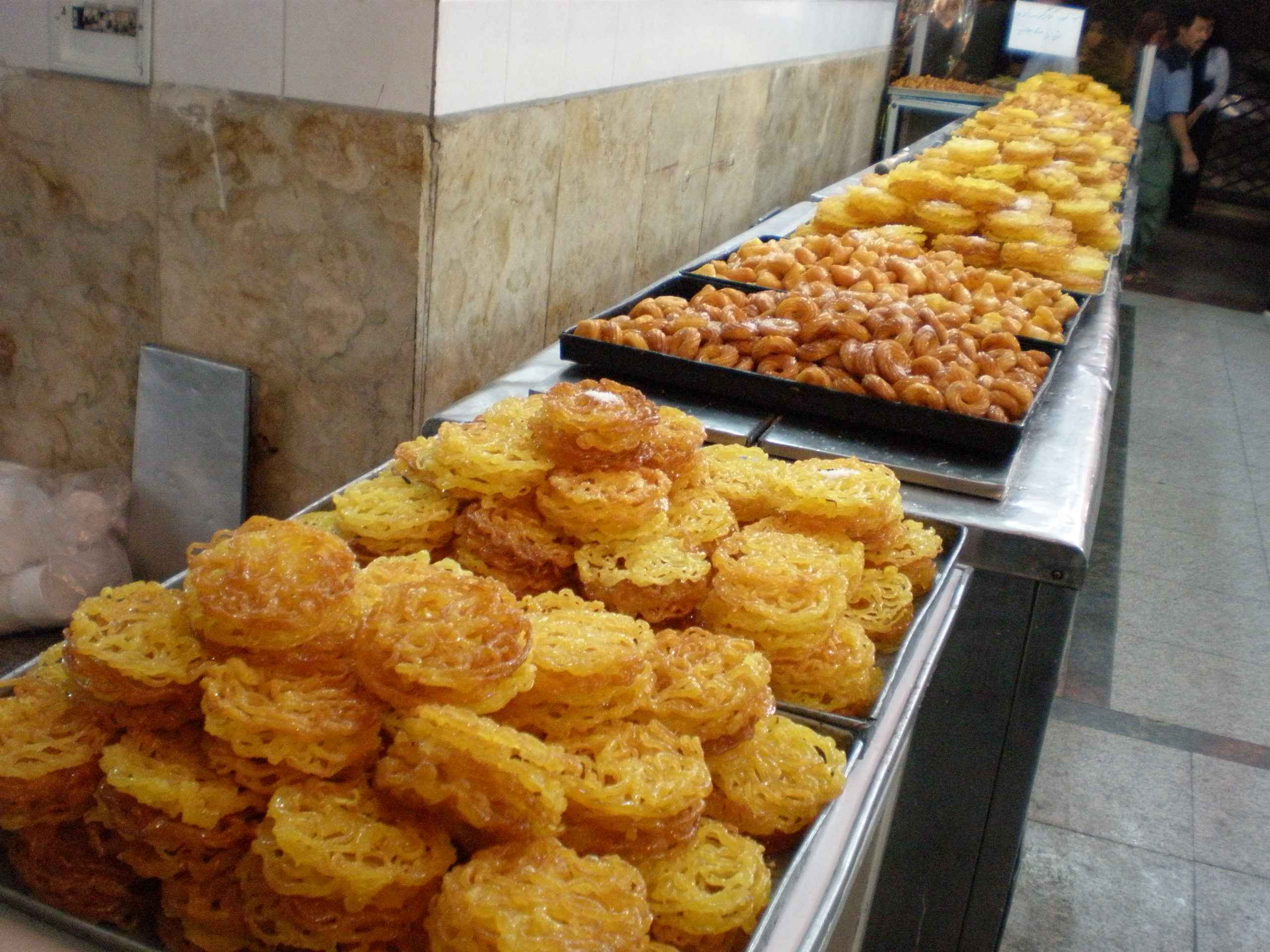
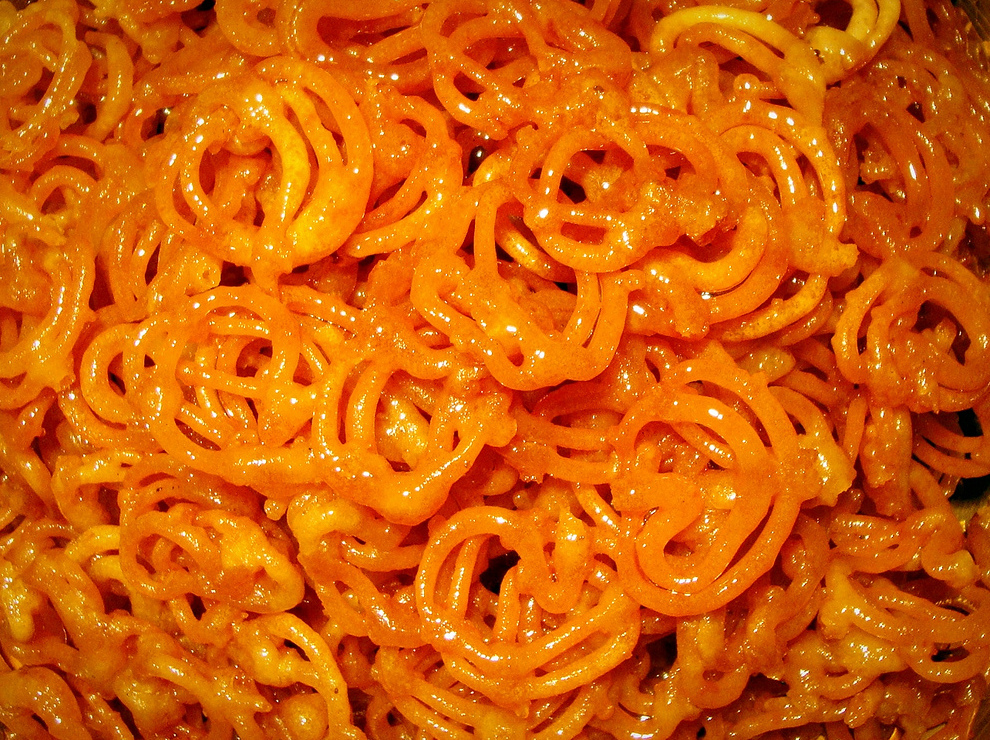